# Lodowy kwiat
Lodowy kwiat – struktura przypominająca kwiat lub wstążkę, powstała z cienkich pasków lodu wyłaniających się przeważnie z obumarłej łodygi lub gałęzi, czasami z wystającej z ziemi rury.
Lodowe kwiaty powstają, gdy temperatura powietrza jest ujemna, ale woda w gruncie jeszcze nie zamarzła. W takich warunkach woda jest zasysana przez łodygę (działającą jak kapilara), wydostaje się na jej powierzchnię przez drobne pęknięcia i tam zamarza. Kolejne porcje wody wyciągane z gruntu również zamarzają, wypychając na zewnątrz już powstały lód. Zjawisko to jest stosunkowo rzadkie, ponieważ zachodzi tylko w czasie przymrozków, a ponadto ma dla niego znaczenie obecność w łodydze łojówki różowawej, grzyba, który wpływa na formowanie się lodu na powierzchni łodygi.

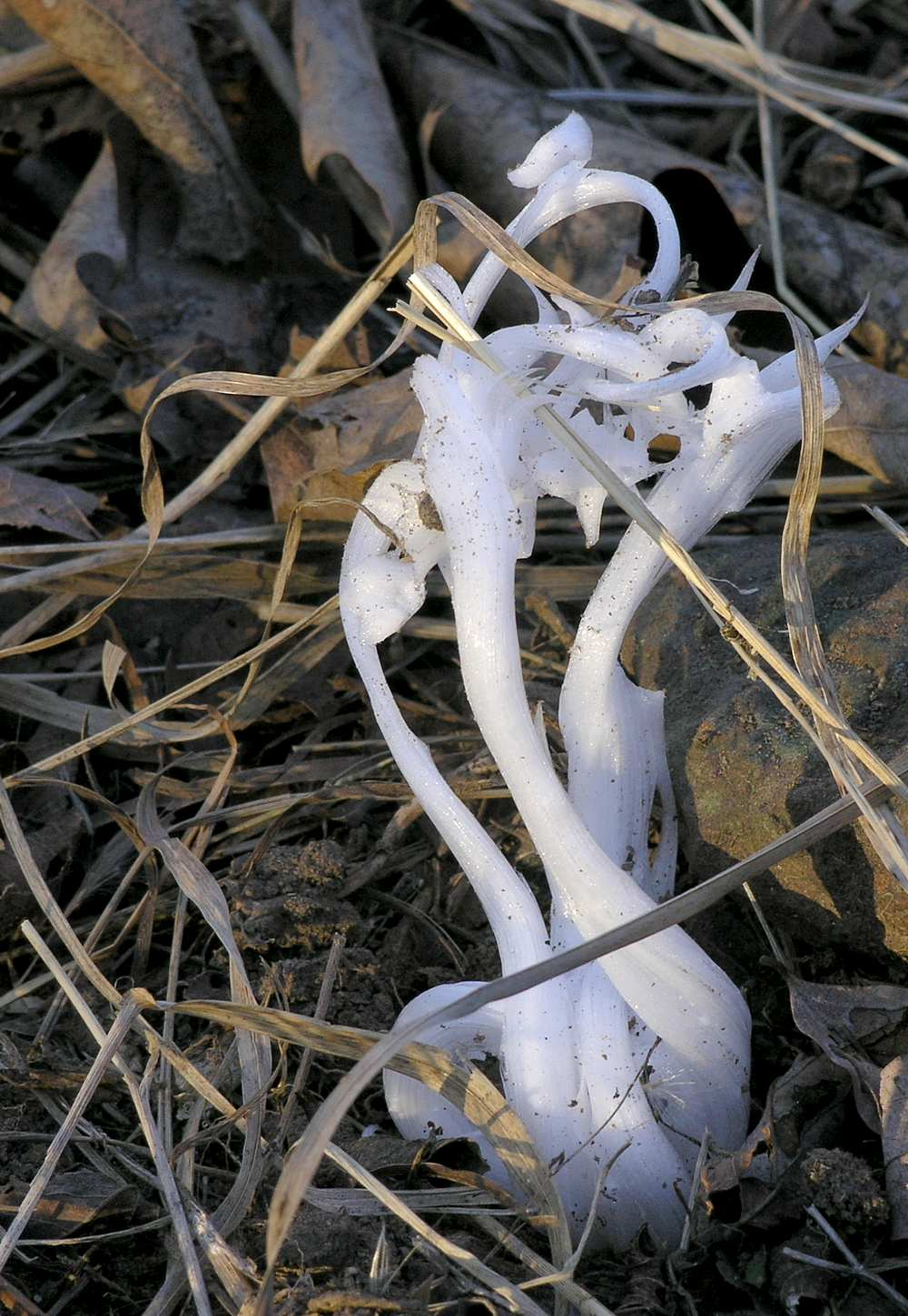
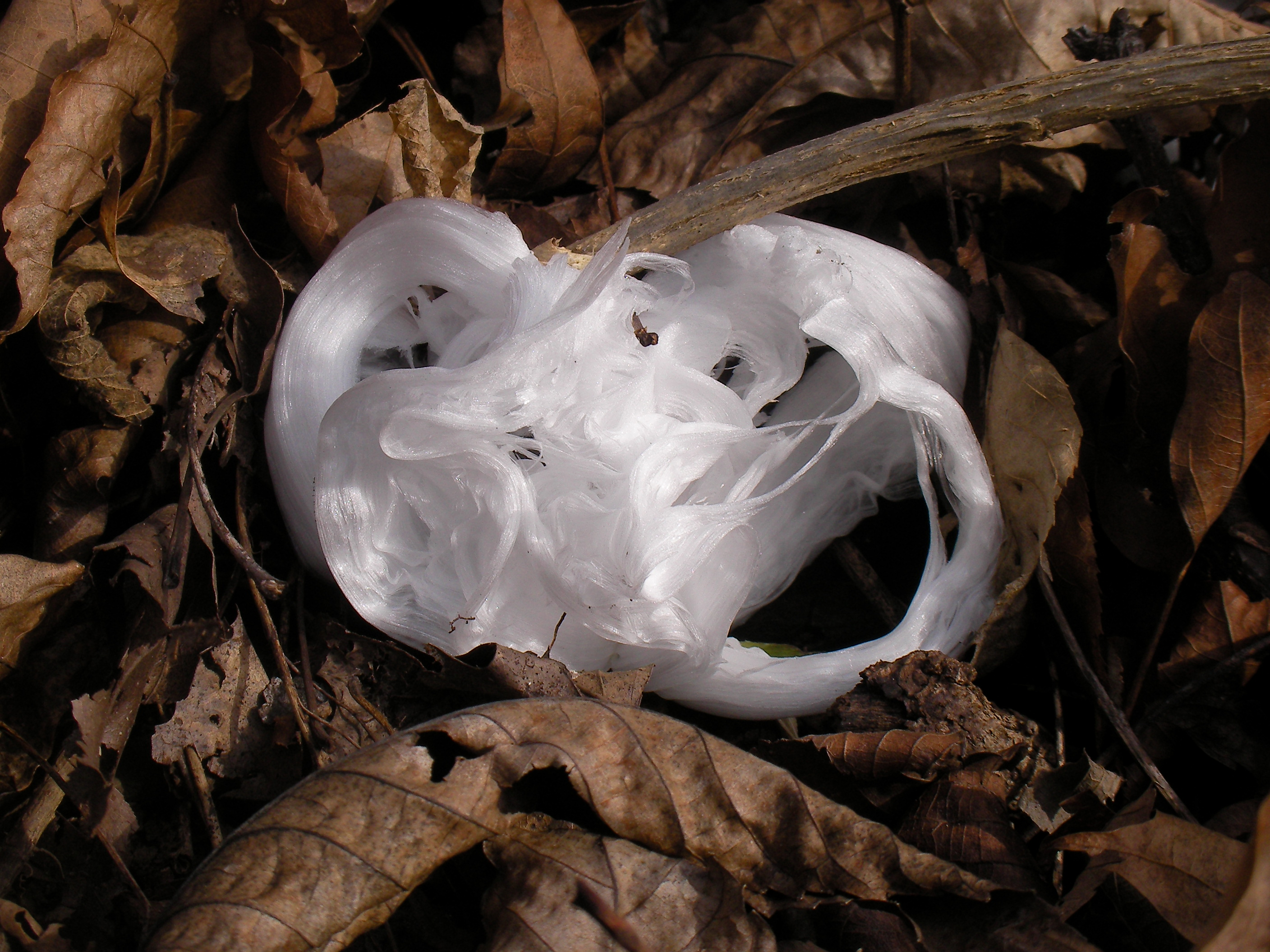